# هیتر مک‌کامب
هیتر مک‌کامب (انگلیسی: Heather McComb؛ زادهٔ ۲ مارس ۱۹۷۷) بازیگر اهل ایالات متحده آمریکا است.
از فیلم‌ها یا برنامه‌های تلویزیونی که وی در آن نقش داشته است، می‌توان به شاگرد توانا، داستان‌های نیویورکی، آلوی دان، هجوم کوسه‌ها، همه دختران واقعی و بتهوون، قسمت دوم اشاره کرد.